# Светско првенство у даљинском пливању 2007 — 25 километара за мушкарце
Светско првенство у даљинском пливању 2007. одржано је у оквиру 12. ФИНА светског првенства у воденим спортовима 2007. у Мелбурну. Такмичење је одржано од 18. марта до 25. марта на плажи Сент Килда. Даљинско пливање на 25 km у мушкој конкуренцији одржало се 25. марта. Пријављен је био 21 такмичар из 14 земаља учесница, од којих је 16 прошло кроз циљ, а пет их је одустало.
У приложеној табели дат је комплетан пласман такмичара са постигнутим резултатима. Време је приказано у сатима.

## Резултати
| #  | Има                     | Држава               | год. рођења | време      | Поени   |
| -- | ----------------------- | -------------------- | ----------- | ---------- | ------- |
| 1  | Јуриј Кудинов           | Русија               | 1979        | 5:16:45.55 | 18      |
| 2  | Марко Форментини        | Италија              | 1970        | 5:18:36.80 | 16      |
| 3  | Мохамед Занати          | Египат               | 1984        | 5:19:23.23 | 14      |
| 4  | Mark Warkentin          | Сједињене Државе     | 1979        | 5:20:42.01 | 12      |
| 5  | Josh Santacaterina      | Аустралија           | 1980        | 5:20:55.89 | 10      |
| 6  | Петар Стојчев           | Бугарска             | 1976        | 5:22:55.82 | 8       |
| 7  | Андреа Вилпини          | Италија              | 1978        | 5:24:10.62 | 6       |
| 8  | Стефан Гомез            | Француска            | 1976        | 5:25:02.19 | 5       |
| 9  | Антон Станчев           | Русија               | 1978        | 5:28:34.29 | 4       |
| 10 | Sebastiaan Reijnen      | Холандија            | 1986        | 5:31:27.02 | 3       |
| 11 | Brendan Capell          | Аустралија           | 1984        | 5:32:41.97 | 2       |
| 12 | Ростислав Витек         | Чешка                | 1976        | 5:32:43.78 | 1       |
| 13 | Damian Blaum            | Аргентина            | 1981        | 5:32:48.18 |         |
| 14 | Gilles Rondy            | Француска            | 1981        | 5:54:19.54 |         |
| 15 | Тихомир Иванчев         | Бугарска             | 1985        | 5:56:35.41 |         |
| 16 | Скот Кауфман            | Сједињене Државе     | 1982        | 6:05:26.82 |         |
|    | Тини Франц              | Немачка              | 1983        | одустао    | одустао |
|    | Daniel Katzir           | Израел               | 1985        | одустао    | одустао |
|    | Maarten van der Weijden | Холандија            | 1981        | одустао    | одустао |
|    | Михајло Ристовски       | Република Македонија | 1983        | одустао    | одустао |
|    | Давид Мека Медина       | Шпанија              | 1974        | одустао    | одустао |